# Ingjó
Ingjó (japonsky 允恭天皇, Ingjó-tennó) byl devatenáctý legendární japonský císař podle tradičního seznamu panovníků. Kroniky Kodžiki a Nihonšoki zaznamenávají, že Ingjó byl čtvrtým synem císaře Nintokua a jeho ženy princezny Iwy, takže byl mladším bratrem svého předchůdce císaře Hanzeie. Po Ingjóovi, který vládl 41 let, nastoupili na Chryzantémový trůn jeho synovci, Ankó a Júrjaku.
O událostech za Ingjóova života a vlády je známo jen velmi málo informací. Za jeho vlády došlo roku 416 k prvnímu zdokumentovanému zemětřesení v Japonsku, které srovnalo císařský palác v Kjótu se zemí.

## Legenda
Historici pohlížejí na Ingjóa jako na „legendárního císaře“ 5. století. Teprve 29. císař Kinmei (kolem 509–571) je první, k jehož období vlády dokáže současná historiografie přiřadit ověřitelná data; nicméně standardně přijímaná jména a data prvních císařů byla schválena za „tradiční“ teprve od vlády císaře Kammu (737–806), 50. panovníka dynastie Jamato.
Ingjóův titul by dnes nezněl tennó, neboť, jak se mnozí historikové domnívají, tento titul byl zaveden až za vlády císaře Temmu. Spíš by zněl Sumeramikoto či Amenošita Širošimesu Ókimi (治天下大王), což znamená „velký král vládnoucí všemu pod nebesy“. Mohl by také být nazýván ヤマト大王/大君 neboli „velký král dynastie Jamato“.

## Rodina
S manželkou Ošisakou no Ónakacu no Hime měli pět synů, včetně budoucích císařů Ankóa a Júrjakua, a čtyři dcery.
Manželka: princezna Ošisaka no Ónakacuhime (忍坂大中姫), dcera prince Wakanukeho-Futamaty, syna císaře Ódžina
- První syn: princ Kinaši no Karu (木梨軽皇子) † kolem 453
- První dcera: princezna Nagata no Óiracume (名形大娘皇女)
- Druhý syn: princ Sakai no Kurohiko (境黒彦皇子) † 456)
- Třetí syn: princ Anaho (穴穂皇子), později císař Ankó (401?–456)
- Druhá dcera: princezna Karu no Óiracume (軽大娘皇女)
- Čtvrtý syn: princ Jacuri no Širahiko (八釣白彦皇子, 401-456)
- Pátý syn: princ Óhatuse no Wakatakeru (大泊瀬稚武皇子), později císař Júrjaku
- Třetí dcera: princezna Tadžima no Tačibana no Óiracume (但馬橘大娘皇女)
- Čtvrtá dcera: princezna Sakami (酒見皇女)

## Hrob

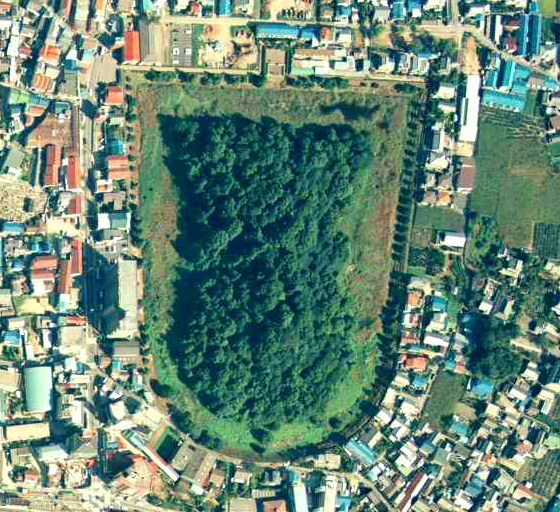
Kofun Ičinojama

Přestože skutečné místo, kde je císař Ingjó pohřben, není známo, je císař tradičně uctíván v pamětní  šintoistické svatyni ve Fudžiideře v prefektuře Ósaka.  Úřad pro záležitosti japonského císařského dvora stanovil toto místo jako císařovo mauzoleum, císařskou hrobku typu kofun. Formálně se tato hrobka nazývá Ega no nagano no kita no misasagi (恵我長野北陵) neboli mauzoleum císaře Ingjóa, další pojmenování zní Kofun Ičinojama (市ノ山古墳). Dalším kandidátem na jeho hrob je skupina kofunů Furuiči (古市古墳群), která se rovněž nachází ve Fudžiideře. V císařském paláci v Tokiu je císařův duch uchováván v císařské svatyni ve Třech palácových svatyních společně s duchem ostatních císařů a členů císařské rodiny.